# Хаварти (сыр)
Хаварти (дат. Havarti) — полутвёрдый сыр, который делают из пастеризованного коровьего молока. Впервые был изготовлен на территории Дании.

## История
Рецепт сыра изобрела датчанка Ханне Нильсен в середине 19 века. Она проживала на собственной ферме вблизи Копенгагена и увлекалась домашним приготовлением сыра. Ханне Нильсен много путешествовала по странам Европы и обучалась мастерству сыроварения. По возвращении домой она стала проводить эксперименты по изготовлению нового вида сыра. В результате одного из них появился сыр Хаварти, обладающий сладковатым вкусом, в котором чувствуется лесной орех. Сыр получил одобрение короля Дании. В 1952 году за ним официально утвердилось название «Хаварти» — именно такое название было и у фермы, на которой его впервые приготовили. В 21 веке сыр Хаварти изготавливают на фабриках по рецепту, изобретённому в 19 веке.

## Описание
Сыр хорошо плавится, обладает сливочным вкусом. Созревает на протяжении 1—3 месяцев. Жирность сыра составляет 50—60 %. В кулинарии этот вид сыра используют как ингредиент для изготовления сэндвичей и салатов, супов и блюд из овощей. Его подают с фруктами и белым вином. Сыр Хаварти готовят по традиционному рецепту Ханны Нильсен, но также есть сыр с добавлением хрена, орехов, укропа, тмина, чеснока, кокоса, базилика. Производится копчёная разновидность этого сыра. Сливочный сыр производится с использованием обычного коровьего молока и сливок. Для этого сыра характерна кремовая консистенция, и процесс созревания происходит за короткий срок. Сыр с небольшим содержанием жира производится с жёлтой корочкой, у сыра с большим процентом жира в составе — красная корочка и кремообразная текстура.

## Изготовление
В процессе приготовления сырную массу нагревают до 30 °C, используя водяную баню. Затем к основному составу добавляют сычужный фермент, ждут загустения и разрезают массу. Необходимо сцедить одну треть сыворотки, добавить горячую воду и посолить. Сыр перемешивают от 15 до 30 минут и помещают в специальную ёмкость, в которой сыворотка отделяется от основной массы. Затем сырная масса помещается под пресс. После окончания прессования сыр вымачивается в воде и протирается.